# Persone di nome Jamie
| Questa pagina contiene informazioni ricavate automaticamente dalle voci biografiche con l'ausilio del template Bio e di un bot. L'aggiornamento è periodico e automatico e ricostruisce completamente la pagina. Se manca una persona in questa lista, sei pregato di non aggiungerla, ma accertati piuttosto che la sua voce biografica contenga il template Bio e che i dati anagrafici siano correttamente compilati. Se il template Bio manca, inseriscilo tu stesso o, in alternativa, metti l'avviso {{tmp\|Bio}} che ne segnala la mancanza. Se i dati riportati sono sbagliati, correggi direttamente la voce biografica; le modifiche saranno visibili in questa lista entro pochi giorni. Per chiarimenti vedi il progetto antroponimi. La lista contiene solo le 161 persone che sono citate nell'enciclopedia e per le quali è stato implementato correttamente il template Bio. Pagina aggiornata al 16 ott 2024. |

Questa è una lista di persone presenti nell'enciclopedia che hanno il prenome Jamie, suddivise per attività principale.

## Allenatori di calcio(2)
- Jamie Cureton, allenatore di calcio e ex calciatore inglese (Bristol, n. 1975)
- Jamie Milligan, allenatore di calcio e calciatore inglese (Blackpool, n. 1980)

## Allenatori di hockey su ghiaccio(3)
- Jamie Bartman, allenatore di hockey su ghiaccio e ex hockeista su ghiaccio canadese (Medicine Hat, n. 1962)
- Jamie Dumont, allenatore di hockey su ghiaccio e ex hockeista su ghiaccio statunitense (Lewiston, n. 1973)
- Jamie Rivers, allenatore di hockey su ghiaccio e ex hockeista su ghiaccio canadese (Ottawa, n. 1975)

## Allenatori di tennis(1)
- Jamie Delgado, allenatore di tennis e ex tennista britannico (Birmingham, n. 1977)

## Artisti(1)
- Jamie Reid, artista, grafico e anarchico britannico (Croydon, n. 1947 - Liverpool, † 2023)

## Attiviste(1)
- Jamie Margolin, attivista statunitense (Seattle, n. 2001)

## Attori(18)
- Jamie Anderson, attore statunitense (Rapid City, n. 1989)
- Jamie Bamber, attore britannico (Londra, n. 1973)
- Jamie Bell, attore e ex ballerino britannico (Billingham, n. 1986)
- Jamie Blackley, attore britannico (Douglas, n. 1991)
- Jamie Croft, attore australiano (Sydney, n. 1981)
- Jamie Dornan, attore, supermodello e musicista britannico (Holywood, n. 1982)
- Jamie Draven, attore britannico (Manchester, n. 1979)
- Jamie Flatters, attore, regista e cantante inglese (Londra, n. 2000)
- Jamie Foreman, attore e cantante britannico (Londra, n. 1958)
- Jamie Glover, attore britannico (Londra, n. 1969)
- Jamie Harding, attore britannico (Londra, n. 1979)
- Jamie Hector, attore statunitense (New York, n. 1975)
- Jamie Thomas King, attore britannico (Londra, n. 1981)
- Jamie McShane, attore statunitense (Saddle River, n. 1966)
- Jamie Parker, attore e cantante britannico (Middlesbrough, n. 1979)
- Jamie Sives, attore scozzese (Lochend, n. 1973)
- Jamie Waylett, attore britannico (Londra, n. 1989)
- Jamie Williams, attore statunitense (Florida, n. 1985)

## Attori pornografici(1)
- Jamie Gillis, attore pornografico statunitense (New York, n. 1943 - New York, † 2010)

## Attrici(10)
- Jamie Bernadette, attrice statunitense (Kankakee, n. 1987)
- Jamie Bernstein, attrice, regista e sceneggiatrice statunitense (New York, n. 1952)
- Jamie Brewer, attrice statunitense (n. 1985)
- Jamie Chung, attrice e personaggio televisivo statunitense (San Francisco, n. 1983)
- Jamie Clayton, attrice, modella e attivista statunitense (San Diego, n. 1978)
- Jamie Lee Curtis, attrice statunitense (Los Angeles, n. 1958)
- Jamie Donnelly, attrice statunitense (Teaneck, n. 1947)
- Jamie Gray Hyder, attrice e modella statunitense (n. 1985)
- Jamie Luner, attrice statunitense (Palo Alto, n. 1971)
- Jamie Lynn Spears, attrice e cantante statunitense (McComb, n. 1991)

## Attrici pornografiche(1)
- Jamie Lynn, ex attrice pornografica statunitense (Northridge, n. 1981)

## Batteristi(1)
- Jamie Salazar, batterista cileno (Santiago del Cile, n. 1965)

## Bobbiste(1)
- Jamie Greubel-Poser, ex bobbista statunitense (Princeton, n. 1983)

## Calciatori(35)
- Jamie Allen, calciatore montserratiano (Preston, n. 1995)
- Jamie Allen, calciatore inglese (Rochdale, n. 1995)
- Jamie Bosio, calciatore gibilterriano (Gibilterra, n. 1991)
- Jamie Brandon, calciatore scozzese (Whitburn, n. 1998)
- Jamie Browne, calciatore americo-verginiano (Basseterre, n. 1989)
- Jamie Bynoe-Gittens, calciatore inglese (Londra, n. 2004)
- Jamie Campbell, ex calciatore inglese (Birmingham, n. 1972)
- Jamie Coyne, ex calciatore australiano (Sydney, n. 1981)
- Jaime Vladimir Cubías, ex calciatore salvadoregno (San Sebastián, n. 1974)
- Jamie Hamill, calciatore scozzese (Irvine, n. 1986)
- Jamie Hamilton, calciatore scozzese (Newton Mearns, n. 2002)
- Jamie Hopcutt, calciatore inglese (York, n. 1992)
- Jamie Jacobs, calciatore olandese (Purmerend, n. 1997)
- Jamie Lawrence, ex calciatore giamaicano (Londra, n. 1970)
- Jamie Leweling, calciatore tedesco (Norimberga, n. 2001)
- Jamie Lindsay, calciatore scozzese (Rutherglen, n. 1995)
- Jamie Maclaren, calciatore australiano (Melbourne, n. 1993)
- Jamie McCart, calciatore scozzese (Bellshill, n. 1997)
- Jamie McGrath, calciatore irlandese (Athboy, n. 1996)
- Jamie Ness, ex calciatore scozzese (Troon, n. 1991)
- Jamie O'Hara, ex calciatore inglese (Dartford, n. 1986)
- Jamie Pace, ex calciatore maltese (Londra, n. 1977)
- Jamie Paterson, calciatore inglese (Coventry, n. 1991)
- Jamie Reckord, calciatore inglese (Wolverhampton, n. 1992)
- Jamie Redknapp, ex calciatore inglese (Barton on Sea, n. 1973)
- Jamie Robba, ex calciatore gibilterriano (Gibilterra, n. 1991)
- Jamie Roche, calciatore svedese (n. 2001)
- Jamie Searle, calciatore neozelandese (Whakatāne, n. 2000)
- Jamie Shackleton, calciatore inglese (Leeds, n. 1999)
- Jamie Vardy, calciatore inglese (Sheffield, n. 1987)
- Jamie Walker, calciatore scozzese (Edimburgo, n. 1993)
- Jamie Ward, calciatore nordirlandese (Solihull, n. 1986)
- Jamie Wilson, calciatore anglo-verginiano (Bournemouth, n. 1996)
- Jamie Wood, ex calciatore britannico (Salford, n. 1978)
- Jamie Young, calciatore inglese (Brisbane, n. 1985)

## Cantanti(6)
- Jamie Catto, cantante britannico (Londra, n. 1968)
- Jamie Cullum, cantante e pianista britannico (Rochford, n. 1979)
- Jamie Grace, cantante e rapper statunitense (Atlanta, n. 1991)
- Jamie Lawson, cantante britannico (Plymouth, n. 1975)
- Jamie Miller, cantante e compositore britannico (Cardiff, n. 1997)
- Jamie Moses, cantante e chitarrista britannico (n. 1955)

## Cantautori(3)
- Bocephus King, cantautore, chitarrista e armonicista canadese (Vancouver, n. 1970)
- Jamie T, cantautore inglese (Wimbledon, n. 1986)
- Jamie Woon, cantautore britannico (Londra, n. 1983)

## Cantautrici(3)
- Jamie McDell, cantautrice neozelandese (Auckland, n. 1992)
- Jamie O'Neal, cantautrice australiana (Sydney, n. 1966)
- Jaymay, cantautrice statunitense (New York, n. 1981)

## Cestiste(4)
- Jamie Carey, ex cestista e allenatrice di pallacanestro statunitense (Hutchinson, n. 1981)
- Jamie Cassidy, ex cestista statunitense (Methuen, n. 1978)
- Jamie Redd, ex cestista e allenatrice di pallacanestro statunitense (San Francisco, n. 1977)
- Jamie Weisner, cestista statunitense (Spokane, n. 1994)

## Cestisti(7)
- Jamie Arnold, ex cestista statunitense (Detroit, n. 1975)
- Jamie Dawson, cestista statunitense (Houston, n. 1922 - Longview, † 2009)
- Jamie Feick, ex cestista statunitense (Lexington, n. 1974)
- Jamie Malonzo, cestista statunitense (Seattle, n. 1996)
- Jamie Skeen, ex cestista statunitense (Fayetteville, n. 1988)
- Jamie Waller, ex cestista statunitense (South Boston, n. 1964)
- Jamie Watson, ex cestista statunitense (Elm City, n. 1972)

## Chitarristi(2)
- Jamie Cook, chitarrista britannico (Sheffield, n. 1985)
- Jamie Hince, chitarrista, batterista e cantante britannico (n. 1968)

## Comici(1)
- Jamie Demetriou, comico, attore e sceneggiatore britannico (Londra, n. 1987)

## Compositori(1)
- Jamie Mendoza-Nava, compositore e direttore d'orchestra boliviano (La Paz, n. 1925 - Los Angeles, † 2005)

## Coreografi(1)
- Jamie King, coreografo e ballerino statunitense (New York, n. 1980)

## Cuochi(1)
- Jamie Oliver, cuoco, conduttore televisivo e scrittore britannico (Clavering, n. 1975)

## Disc jockey(1)
- Jimpster, disc jockey e produttore discografico inglese

## Fumettisti(2)
- Jamie Delano, fumettista britannico (Northampton, n. 1954)
- Jamie Hewlett, fumettista, character designer e animatore britannico (Londra, n. 1968)

## Ginnaste(1)
- Jamie Dantzscher, ex ginnasta statunitense (Canoga Park, n. 1982)

## Giocatori di baseball(1)
- Jamie Hoffmann, ex giocatore di baseball statunitense (New Ulm, n. 1984)

## Giocatori di calcio a 5(1)
- Jamie Amendolia, ex giocatore di calcio a 5 australiano (n. 1977)

## Giocatori di curling(1)
- Jamie Korab, giocatore di curling canadese (Harbour Grace, n. 1979)

## Giocatori di football americano(4)
- Jamie Collins, giocatore di football americano statunitense (McCall Creek, n. 1990)
- Jamie Gillan, giocatore di football americano scozzese (Arbroath, n. 1997)
- Jamie Harper, giocatore di football americano statunitense (Jacksonville, n. 1989)
- Jamie Martin, ex giocatore di football americano statunitense (Orange, n. 1970)

## Giocatori di poker(1)
- Jamie Gold, giocatore di poker statunitense (New York, n. 1969)

## Giocatori di snooker(3)
- Jamie Clarke, giocatore di snooker gallese (Llanelli, n. 1994)
- Jamie Jones, giocatore di snooker gallese (Neath, n. 1988)
- Jamie O'Neill, giocatore di snooker inglese (Wellingborough, n. 1986)

## Hockeisti su ghiaccio(3)
- Jamie Benn, hockeista su ghiaccio canadese (Victoria, n. 1989)
- Jamie Heward, ex hockeista su ghiaccio canadese (Regina, n. 1971)
- Jamie Langenbrunner, ex hockeista su ghiaccio statunitense (Cloquet, n. 1975)

## Hockeisti su prato(1)
- Jamie Dwyer, hockeista su prato australiano (Rockhampton, n. 1979)

## Imprenditrici(1)
- Jamie Chua, imprenditrice, stilista e blogger singaporiana (Singapore, n. 1973)

## Mezzofondisti(1)
- Jamie Webb, mezzofondista britannico (n. 1993)

## Modelle(2)
- Jamie Bochert, modella statunitense (New Brunswick, n. 1978)
- Jamie Herrell, modella filippina (Glendora, n. 1994)

## Montatori(1)
- Jamie Selkirk, montatore e produttore cinematografico neozelandese (Auckland, n. 1947)

## Musicisti(1)
- Jamie Lidell, musicista e cantante britannico (Huntingdon, n. 1973)

## Pallanuotisti(1)
- Jamie Beadsworth, pallanuotista australiano (Perth, n. 1985)

## Pattinatrici artistiche su ghiaccio(1)
- Jamie Salé, ex pattinatrice artistica su ghiaccio canadese (Calgary, n. 1977)

## Percussionisti(1)
- Jamie Muir, percussionista britannico (Edimburgo, n. 1943)

## Pilote automobilistiche(1)
- Jamie Chadwick, pilota automobilistica britannica (Bath, n. 1998)

## Piloti automobilistici(1)
- Jamie Green, pilota automobilistico britannico (Leicester, n. 1982)

## Piloti motociclistici(2)
- Jamie Hacking, pilota motociclistico britannico (Oswaldtwistle, n. 1971)
- Jamie Robinson, pilota motociclistico britannico (Holmfirth, n. 1975)

## Pistard(1)
- Jamie Staff, ex pistard britannico (Ashford, n. 1973)

## Poeti(1)
- Jamie McKendrick, poeta e traduttore inglese (Liverpool, n. 1955)

## Politiche(1)
- Jamie McCourt, politica e diplomatica statunitense (Baltimora, n. 1953)

## Pugili(1)
- Jamie McDonnell, pugile inglese (Hatfield, n. 1986)

## Rapper(1)
- Jme, rapper britannico (Londra, n. 1985)

## Registe(1)
- Jamie Babbit, regista, produttrice cinematografica e sceneggiatrice statunitense (Shaker Heights, n. 1970)

## Registi(2)
- Jamie Blanks, regista australiano (n. 1961)
- Jamie Uys, regista sudafricano (Boksburg, n. 1921 - Johannesburg, † 1996)

## Registi teatrali(1)
- Jamie Lloyd, regista teatrale britannico (Poole, n. 1980)

## Rugbisti a 15(3)
- Jamie George, rugbista a 15 britannico (Welwyn Garden City, n. 1990)
- Jamie Noon, rugbista a 15 britannico (Goole, n. 1979)
- Jamie Roberts, rugbista a 15 e medico britannico (Newport, n. 1986)

## Sceneggiatori(1)
- Jamie Brittain, sceneggiatore scozzese (Edimburgo, n. 1985)

## Scrittrici(2)
- Jamie Freveletti, scrittrice statunitense (Addison, n. 1959)
- Jamie McGuire, scrittrice statunitense (Tulsa, n. 1978)

## Skater(1)
- Jamie Thomas, skater statunitense (Dothan, n. 1974)

## Snowboarder(1)
- Jamie Anderson, snowboarder statunitense (South Lake Tahoe, n. 1990)

## Tenniste(2)
- Jamie Hampton, ex tennista statunitense (Francoforte sul Meno, n. 1990)
- Jamie Loeb, tennista statunitense (Bronxville, n. 1995)

## Tennisti(3)
- Jamie Baker, ex tennista britannico (Glasgow, n. 1986)
- Jamie Morgan, ex tennista australiano (Sydney, n. 1971)
- Jamie Murray, tennista britannico (Dunblane, n. 1986)

## Tiratrici a segno(1)
- Jamie Lynn Gray, tiratrice a segno statunitense (Lebanon, n. 1984)

## Wrestler(2)
- Velvet Sky, wrestler statunitense (New Britain, n. 1981)
- Jay White, wrestler neozelandese (Auckland, n. 1992)